# Haven van Stein
De Haven van Stein is een binnenhaven in de Nederlands-Limburgse plaats Stein aan het Julianakanaal. Het havengebied heeft een omvang van circa 88 hectare waarvan 42 hectare landoppervlakte en is in gebruik sinds 1935, het jaar waarin ook het kanaal gereedkwam. Halverwege de twintigste eeuw groeide de haven voornamelijk door de steenkoolwinning in Zuid-Limburg.

## Geschiedenis
Het Julianakanaal is aangelegd tussen 1925 en 1935 en er werden aan dit kanaal drie binnenhavens aangelegd: te Maastricht (Beatrixhaven), Stein en Born bij Buchten. 
De haven van Stein werd aangelegd in opdracht van de Staatsmijnen, die het haventerrein in gebruik namen voor de steenkolenverlading van de Staatsmijnen Maurits, Emma en Hendrik. Het havengebied werd via het Mijnspoor Staatsmijn Maurits - Staatsmijn Hendrik verbonden met het netwerk van mijnsporen dat door Zuid-Limburg liep en zo kreeg het een rechtstreekse verbinding met de Limburgse mijnbedrijven. De steenkool uit de particuliere mijnen in Limburg en de Staatsmijn Wilhelmina werd via de spoorlijn Sittard - Herzogenrath en spoorlijn Sittard - Born naar de noordelijker gelegen havens van Born vervoerd om aldaar overgeslagen te worden op binnenvaartschepen. De haven van Stein heeft via de voormalige mijnsporen nog altijd een verbinding met Chemelot en de spoorlijn Maastricht - Venlo richting station Sittard.
Op het hoogtepunt van de Limburgse mijnindustrie begin jaren 60 was de haven van Stein de grootste binnenhaven van Nederland en de op een na grootste binnenhaven van West-Europa, na de haven van Duisburg. Na de sluiting van de mijnen in 1973 bleef de haven in gebruik door de opvolger van de Staatsmijnen, DSM. Na de sluiting van de mijnen werd de haven qua grootte al gauw voorbijgestreefd, maar blijft ze met meer dan 2,5 miljoen ton goederenoverslag per jaar nog altijd een van de grootste binnenhavens van Nederland.
In 1995 werden de logistieke havenactiviteiten van DSM overgedragen aan overslagbedrijf Wessem Port Services.

## Functie
De voornaamste producten die heden in de haven van Stein worden verladen zijn chemische producten afkomstig van bedrijven op het industriecomplex Chemelot en zand en grind. Het haventerrein bestaat uit een overlaadhaven die beheerd wordt door het havenbedrijf Haven Stein BV, een containerterminal van Wessem Port Services, een gas- en een vloeistofhaven die onderdeel uitmaken van Chemelot en zodoende nog altijd (deels) in bezit zijn van DSM. De haven beschikt over een spooremplacement en heeft een directe spoorverbinding met Chemelot. Daarnaast is er tussen Chemelot en de haven een deels ondergronds pijpleidingennet aangelegd voor het transport van vloeistoffen en gassen. Op het terrein staan enkele opslagtanks van chemiereus SABIC. Wessem beschikt over drie verrijdbare containerkranen.

## Fotogalerij

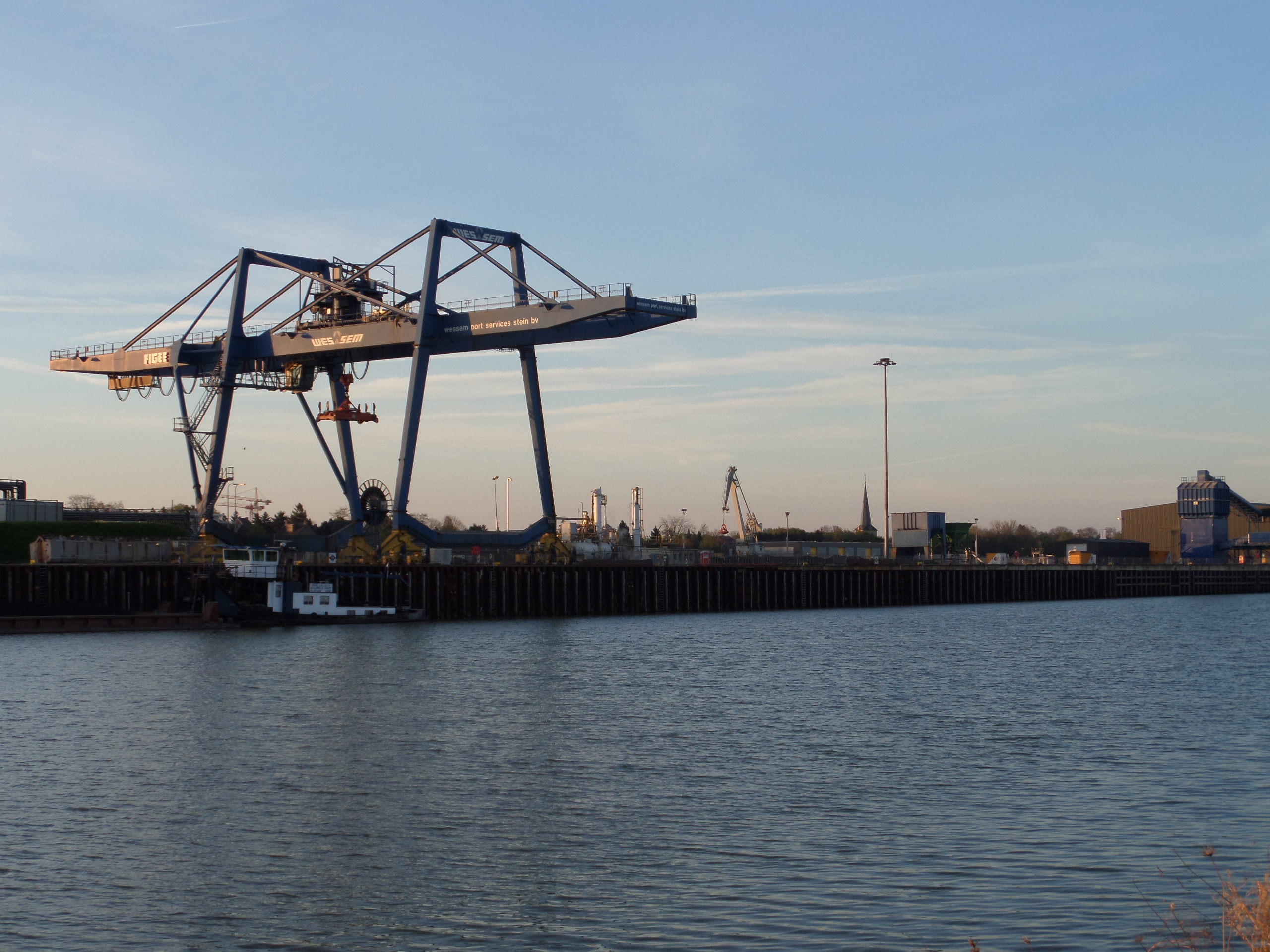
Containerkraan van Wessem Port Services
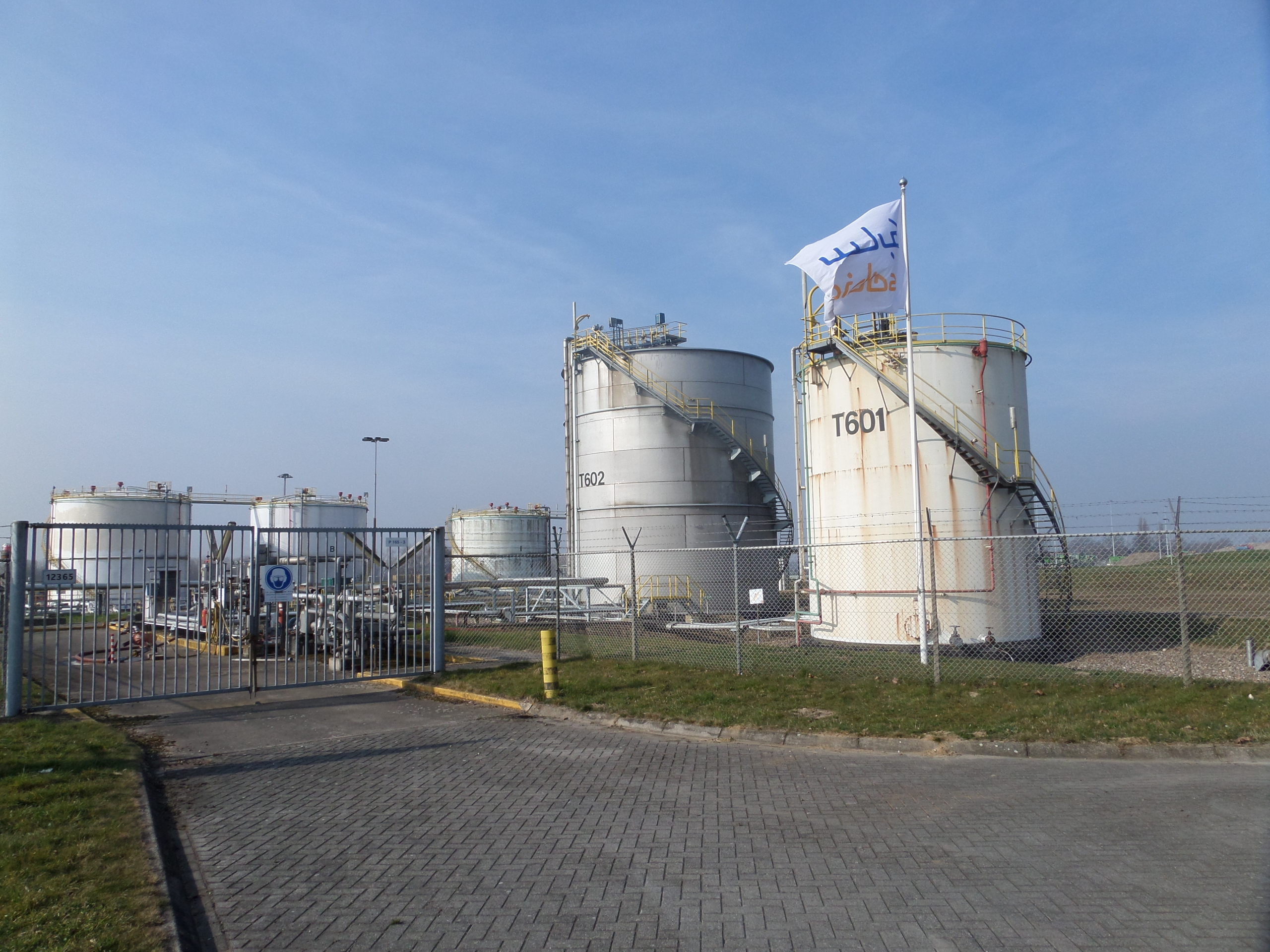
Opslagtanks van SABIC
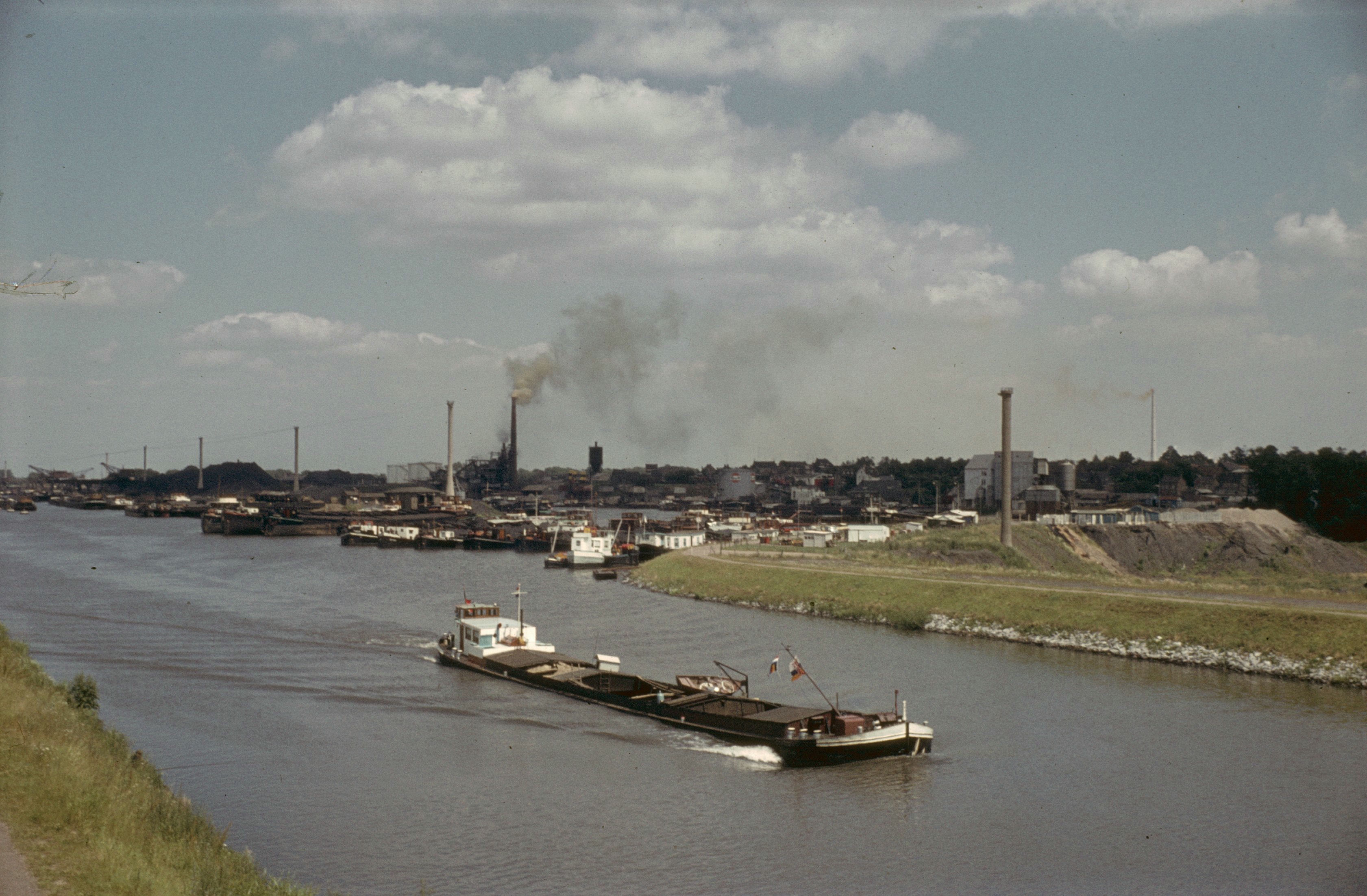
Haven van Stein in 1965